# 효동초등학교
효동초등학교는 대한민국 경기도 수원시에 있는 공립 초등학교이다.
또 효동초등학교는 경기도 남부 지역 최초로 태양광 발전기를 설치한 학교이기도 하다

## 학교 연혁
- 2002년 3월 1일: 개교

## 참고 자료
- 효동초등학교 - 한국교육학술정보원 학교알리미